# Martin Villarama jr.
Martin Santos Villarama jr. (Manilla, 14 april 1946) is een voormalig Filipijns rechter.  Villarama was van 2009 tot 2016 rechter van het hooggerechtshof van de Filipijnen.

## Biografie
Villarama werd op 6 november 2009 door president Gloria Macapagal-Arroyo benoemd tot rechter van het Filipijns hooggerechtshof nadat hij bij negen eerdere nominaties voor de positie in het hoogste Filipijnse rechtscollege was gepasseerd. Voor de benoeming werkte Villarama sinds 1998 als rechter van het Hof van beroep. Daarvoor was hij sinds 1986 werkzaam als rechter aan een regionale rechtbank in Pasig City.
Op 16 januari 2016 ging Villarama jr. wegens gezondheidsklachten drie maanden voor zijn 70e verjaardag vroegtijdig met pensioen. President Benigno Aquino III benoemde Alfredo Benjamin Caguioa daarop tot opvolger van Villarama jr.